# Radhakund
Radhakund (ook wel gespeld als Radha Kund of Radhakunda) is een nagar panchayat (plaats) in het district Mathura van de Indiase staat Uttar Pradesh.

## Demografie
Volgens de Indiase volkstelling van 2001 wonen er 5.889 mensen in Radhakund, waarvan 54% mannelijk en 46% vrouwelijk is. De plaats heeft een alfabetiseringsgraad van 65%.